# Villard-Saint-Sauveur
Villard-Saint-Sauveur é uma comuna francesa na região administrativa de Borgonha-Franco-Condado, no departamento de Jura. Estende-se por uma área de 9,05 km². Em 2010 a comuna tinha 634 habitantes (densidade: 70,1 hab./km²).